# Tekla Teresa Łubieńská
Tekla Teresa Łubieńská (6. června 1767 Varšava – 15. srpna 1810 Krakov) byla polská dramatička, básnířka a překladatelka. Pocházela z rodu Bielińských, provdala se do hraběcího rodu Łubieńských.

## Život
Narodila se 6. června 1767 ve Varšavě jako dcera Franciszka Bielińského, polského královského úředníka a generálmajora, a Krystyny Sanguszko, dcery litevského maršála Pawła Sanguszka. Její matka zemřela, když jí bylo jedenáct let, a tak vyrůstala v Litvě u své babičky Barbary Sanguszkové, vdově po Pawłu Sanguszkovi. Dne 6. listopadu 1782 se provdala za Felikse Łubieńského, politika, rotmistra polské armády a pozdějšího ministra spravedlnosti Varšavského knížectví, se kterým měla deset dětí. S nimi žila ve varšavské Praze a v Zamośći. Zemřela náhle 15. srpna 1810 v Krakově ve věku 43 let.

## Dílo
Psala vlastenecké básně. Zpočátku své tvorby psala hlavně komedie a také veselohry pro děti. Je autorkou historických dramat Wanda, królowa polska (1806) a Karol Wielki i Witykind (1807). Také překládala díla Racina či Voltaira.

### Významná díla
- Wanda. Tragedia w 5 aktach (1806, vyd. 1807 a 1927)
- Karol Wielki i Witykind. Drama historyczne we 2 aktach wierszem, z muzyką J. Elsnera, reprezentowane pierwszy raz na Teatrze Narodowym dnia 5 grudnia 1807 (vyd. 1808)
- Do JW Hrabiny Tekli z Bielińskich Łubieńskiej w dzień jej imienin dn. 23 września 1808 (vyd. 1861)[2]

### Překlady
- Elfryda. Tragedia na wzór dramatów greckich (nevydáno)
- P. A. Metastasio: Siroe (nevydáno)
- J. Racine: Andromaka (nevydáno)
- Wzór męża i ojca. Komedia z francuskiego (nevydáno)
- Voltaire: Szczebiotliwy (nevydáno)

Část Łubieńské překladu básně Antoinetty du Ligier de la Garde Deshoulières publikoval týdeník Tygodnik Ilustrowany roku 1863.

### Dopisy
- synovi Tomaszovi 14. června 1806: Generał Tomasz Pomian hr. Łubieński (vyd. 1899)